# Antonín Vodička
Antonín Vodička, né le 1er mars 1907 à Vršovice (Prague) et mort le 9 août 1975, est un footballeur tchécoslovaque, qui jouait au poste de milieu de terrain.

## Biographie
En club, il joue dans le club de la capitale tchécoslovaque du Slavia Prague.
Il est surtout connu pour avoir participé à la coupe du monde 1934 en Italie où son pays parvient jusqu'en finale contre les Italiens.
Il a été entraîneur de la sélection tchécoslovaque lors du Championnat du monde de hockey sur glace de 1949.